# Philodromus wunderlichi
Philodromus wunderlichi este o specie de păianjeni din genul Philodromus, familia Philodromidae, descrisă de Muster și Thaler în anul 2007.
Este endemică în Insulele Canare. Conform Catalogue of Life specia Philodromus wunderlichi nu are subspecii cunoscute.